# 厳島丸 (宮島連絡船)
厳島丸（いつくしままる）は、山陽鉄道→鉄道省の鉄道連絡船。
宮島航路で就航し、後に宇高航路に転属している。

## 概略
宮島航路は、1897年（明治30年）、広島市在住の個人が経営する渡船として発足し、1899年（明治32年）地元有志が出資した会社に移管された。この会社で1902年（明治35年）に就航した船舶が宮島丸である。1903年（明治36年）3月 、山陽鉄道が宮島航路を買収し直営航路になると、譲渡された宮島丸で運航していた。利用客増加に伴い、山陽鉄道は宮島航路用の新しい船の導入を決定する。これが厳島丸である。
厳島丸は大阪鉄工所で1905年（明治38年）11月8日に竣工した木造船である。同日より宮島 - 厳島に就航する。1906年（明治39年）、山陽鉄道の国有化後も引き続き宮島航路で運航された。
1920年（大正9年）、関門航路の下関丸と大瀬戸丸（七浦丸と弥山丸に改称）が宮島航路に転属する。これにより厳島丸は宇高航路に転属する。
宇高航路では当初は客船として使用していた。1921年（大正10年）10月、第一次世界大戦後の貨物輸送需要が急激に増大したため、宇高航路で貨車航送が開始される。貨車ははしけに搭載され、厳島丸など4隻が親船として曳航する。
1924年（大正13年）6月、関門航路に転属し、同年9月に引退する。

## プロフィール（新造時）
- 総トン数：70.0t
- 全長：75.0ft
- 全幅：16.5ft
- 出力：170馬力
- 速力：10.3kt
- 乗客：302名

※1ft=0.3048m